# Abdala Faye
 Abdala Faye (1971, Yene Guedj) es un escultor senegalés. Es nieto del depuesto rey de Senegal, Mbaye Ndiay Djaly.

## Datos biográficos
A la edad de 12 años presentó su primera exposición en la que vendió todas las pinturas expuestas. desde ese momento, Abdala se sumergió en la actividad artística a la que dedicó todo su tiempo. Sabía entonces que el arte iba a ser su dedicación y no las labores de gobierno.
Faye comenzó a viajar por los continentes africano y europeo a los 15 años de edad.
En Burkina Faso Abdala aprendió las técnicas de la pintura batik (estampado de tela con cera), y mudclothe (impresión sobre tela con una mezcla de barro y hierbas).
La obra de Abdala ha sido presentada alrededor del mundo en países como Senegal, Brasil, Francia, Bélgica, Alemania y Estados Unidos.
Faye abrió la Galería Akebuland en Iowa City, Iowa EE. UU. Allí se presentan pinturas y otros productos auténticos africanos hechos a mano por los pobladores de Ndem, Senegal. Entre los artículos se encuentran las pinturas de batik y mudclothe diseñadas por Abdala y pinturas de dedo.
En 2008 se trasladó a Cincinnati, Ohio donde dirige la Galería Faye.
Abdala participa en actividades de apoyo social. Es cofundador de "Art Express". Art Express ayuda a personas con discapacidad a través de la actividad artística, sin importar su condición económica. También participa en labores de apoyo a los estudiantes de arte de su comunidad.

Art is my voice.
El Arte es mi voz.
 Abdala Faye

## Exposiciones
- 2007 Galería Guichard
- 2002 - 2005 Galería Chait
- 2001 Galería CFM
- 2001 Galería Marcum's